# Rotten Tomatoes
Rotten Tomatoes（ロッテントマト）は、アメリカ合衆国の映画評論サイト。1999年8月19日に設立された。

## 概要
全米の様々な作家協会・映画評論家団体が承認した執筆者による各映画のレビューが掲載され、スタッフが作品ごとに肯定・否定のそれぞれのレビューを集計。賛否の平均値は点数として掲出される。名称である“rotten tomatoes”は「腐ったトマト」の意で、「拙い演技に怒った観客が腐ったトマトなどの野菜類を舞台へ投げつける」という、映画や小説で頻出するクリシェを由来に名付けられた。
サイト内には直近で公開された約270本の映画レビューのログが残され、肯定的なレビューの割合が一覧化されている。肯定的レビューが60%以上の場合は「レビュアーの大多数がその映画を推奨した」ものとして"fresh"（新鮮）、60%未満の場合は "rotten"（腐敗）の格付けがされる。加えてロジャー・イーバート、デッソン・トムソン、スティーヴン・ハンター、リサ・シュワルツバウムなどの著名映画レビュアーによるレビューは、"Top Critics"（トップ批評家）と呼ばれる別リストへ載せられ、別途一覧化されている（批評は全体レーティングにも影響する）。レビューが数値集計の可能な量に達すると、各レビュアーによる意見を整理するため、総意としてのまとめ記事が掲載される。年末にはその年の最高得点を得た映画が "Golden Tomato"（ゴールデン・トマト賞）を獲得するシステムとなる。
前述のトップ批評家以外にも、報道機関・オンライン映画コミュニティから特定作品へのバイアスが掛からないよう選出された、"Tomatometer Critics"（トマトメーター批評家）と呼ばれる40人以上のレビュアーがおり、評価結果は"Tomatometer"（トマトメーター）として表示される。トマトメーターが75%以上になった映画は、"Certified Fresh"（新鮮保証）をされる決まりとなっている。一方でトマトメーター批評家には評価の信頼性が求められているため、「作品の良さを保証するに足るレビューに欠ける」という理由から、100%肯定的な評価を得ながらも「新鮮保証」判定が下されない例もある。
専門家以外にもサイト内で用意されたユーザーコミュニティがあり、利用者用フォーラム内でグループの作成・参加が可能となる。それぞれの映画には"user average"（利用者の平均評価）が設定されており、トップ批評家のレビューの集計と同様の方法で、肯定的評価をした利用者の割合が集計される。なお、トップ批評家は5段階（星なし - 星4個）の評価で表される一方、ユーザー評価は10段階評価のため、細かいレーティングが表示されるのが特徴となり、批評家のレビューと同様に6点以上ならば「新鮮」認定を受ける。また、"The Golden Oyster Awards"（金牡蠣賞）グループメンバーに認定されると、アカデミー賞やゴールデングローブ賞に近いシステムで設けられた各賞の受賞者を決める投票へ参加が可能となる。
この他にも映画に関する情報・報道全般を扱っていることから、英語圏の映画レビュー集サイトとして最も著名なものとして知られている。

## 歴史
「北米地域の様々な批評家による映画レビューを、人々がまとめて読めるサイトを作る」ことを目的とし、1999年8月19日にセン・ドゥオン（Senh Duong）によって開設されたのを始まりとする。アイデア自体はドゥオンがジャッキー・チェンのファンであることから、ジャッキーの映画に関する北米でのレビューを残らず集めようとした際に発案されたものである。最初にレビューが取り上げられた作品は『僕らのセックス、隣の愛人』。サイトはたちまち評判を呼び、開始後1週間のうちにYahoo!、Netscape、USAトゥデイなどの各種メディアで取り上げられた。
その後、ドゥオンはカリフォルニア大学バークレー校の同級生であり、以前バークレーのウェブデザイン会社で同僚だったパトリック・リー（Patrick Lee）とスティーブン・ワン（Stephen Wang）を招聘。フルタイム運用サイトに改組した上で、2000年4月1日に正式公開することにした。
2004年6月にはIGNがサイトを非公開額で買収したことを公表。2005年9月にIGNがニューズ・コープ傘下のFOXインタラクティブ・メディア（デジタルメディア部門）に買収された後もブランドは保持されていたが、2010年1月に映画批評SNS「Flixster」を運営するフリックスター社へ売却。2011年5月にはフリックスターをワーナー・ブラザースが買収し、2016年にフリックスターがファンダンゴ・メディア傘下となったため、現在はNBCユニバーサルとワーナー・ブラザース・ディスカバリーの双方のグループに属している。

## 批判
2010年1月、ニューヨーク映画批評家協会会長のアーモンド・ホワイトは会の75周年に際し、「レビュアーを1箇所に押し込め、それぞれのレビューに見せかけのお気に入り得点を取ってつける。あれはインターネットがいかに個人の表現に復讐しうるかの例である。ああいったサイトは評論の代用として、大勢の総意を提示しているにすぎない」と、特に当サイトを名指しして映画レビュー集サイト全般を批判した。
対象映画のレビューでは、各レビュアーのコメントは詳細表示しない限り分からないシステムとなっているほか、個々の評価得点より肯定的評価の得点率を優先表示している。例えば、作品のレビューが少数かつ肯定的評価のみ並んでいる場合は、簡単に90%以上のレーティングが出てしまうことになる。この例としては『東京残酷警察』と『ボーダーランド』が挙げられる。

## 興行収益との相関
厳密な調査ではないものの、2007年中に公開の映画で「新鮮」評価のものは、「腐敗」評価の作品と比較して1上映あたり平均1,000ドル売上が高かった。
また、当サイトとは別にUSAトゥデイが2003年に行った調査では、同様に「レビューが高評価であるほど興行成績も伸びる」という結果が掲示された。同紙は「一般的なイメージと異なり、映画評論家と観客の間では意見が一致する事の方が多い」ともコメントしている。

## オールタイムベスト映画 TOP100
サイト内のページ「Top 100 Movies of All Time」で批評家レビューが40件以上の映画からスコアに基づいてランク付けした一覧。
以下は2021年11月1日時点の順位・作品。
1. 或る夜の出来事
2. モダン・タイムス
3. オズの魔法使
4. ブラックパンサー
5. 市民ケーン
6. パラサイト 半地下の家族
7. アベンジャーズ/エンドゲーム
8. カサブランカ
9. ナイブズ・アウト/名探偵と刃の館の秘密
10. アス
11. トイ・ストーリー4
12. レディ・バード
13. ミッション:インポッシブル/フォールアウト
14. ブラック・クランズマン
15. ゲット・アウト
16. アイリッシュマン
17. ゴッドファーザー
18. マッドマックス 怒りのデス・ロード
19. スパイダーマン:スパイダーバース
20. イヴの総て
21. ムーンライト
22. フィラデルフィア物語
23. サンセット大通り
24. ROMA/ローマ
25. カリガリ博士
26. ワンダーウーマン
27. アリー/ スター誕生
28. インサイド・ヘッド
29. クワイエット・プレイス
30. エイス・グレード 世界でいちばんクールな私へ
31. レベッカ（1940年）
32. ヒズ・ガール・フライデー
33. ブックスマート 卒業前夜のパーティーデビュー
34. リメンバー・ミー（2017年）
35. オペラは踊る
36. 燃ゆる女の肖像
37. ダンケルク（2017年）
38. スター・ウォーズ/最後のジェダイ
39. シェイプ・オブ・ウォーター
40. スポットライト 世紀のスクープ
41. マイティ・ソー バトルロイヤル
42. フェアウェル
43. 第三の男
44. グローリー/明日への行進
45. 裏窓
46. 七人の侍
47. 雨に唄えば
48. 大いなる幻影
49. メッセージ
50. 深夜の告白
51. 女王陛下のお気に入り
52. LOGAN/ローガン
53. 西部戦線異状なし
54. 白雪姫（1937年）
55. マリッジ・ストーリー
56. 巴里のアメリカ人
57. キッド（1921年）
58. ビッグ・シック ぼくたちの大いなる目ざめ
59. スター・ウォーズ/フォースの覚醒
60. 波止場
61. E.T.
62. 我等の生涯の最良の年
63. 6才のボクが、大人になるまで。
64. ゼロ・グラビティ
65. マルタの鷹（1941年）
66. メトロポリス（1927年）
67. それでも夜は明ける
68. ワンス・アポン・ア・タイム・イン・ハリウッド
69. 透明人間（2020年）
70. アルゴ
71. 足跡はかき消して
72. マンチェスター・バイ・ザ・シー
73. ロビンフッドの冒険
74. 北北西に進路を取れ
75. ローラ殺人事件
76. 吸血鬼ノスフェラトゥ
77. ラ・ラ・ランド
78. エイリアン
79. インクレディブル・ファミリー
80. キング・コング（1933年）
81. ズートピア
82. スパイダーマン:ファー・フロム・ホーム
83. 君の名前で僕を呼んで
84. 疑惑の影
85. L.A.コンフィデンシャル
86. サイコ（1960年）
87. 猿の惑星: 聖戦記
88. 1917 命をかけた伝令
89. フロリダ・プロジェクト 真夏の魔法
90. パディントン2
91. ロスト・マネー 偽りの報酬
92. アルジェの戦い
93. ビートルズがやって来るヤァ!ヤァ!ヤァ!
94. ベイビー・ドライバー
95. ゴッドファーザー PART II
96. スパイダーマン:ホームカミング
97. 17歳の瞳に映る世界
98. ペイン・アンド・グローリー
99. トップ・ハット
100. シンドラーのリスト

## 海外版
イギリスとオーストラリアのみ当サイトのローカライズ版が存在し、例えばフランスとドイツから当サイトへアクセスした場合はイギリス版へ転送され、イギリス圏における公開日・映画館一覧・興行成績・イギリスの批評家レビューの閲覧が可能となるほか、アクセス可能エリアのユーザーによるコミュニティも形成されている。これらをアクセス地域以外の国で閲覧するには、トンネリングもしくはプロキシサーバの経由以外に不可能となっている。

## テレビ版
2009年3月5日、Current TV（en）は当サイトのテレビ版として「The Rotten Tomatoes Show」を開始した。出演は Brett Erlich（en）とEllen Fox。毎週木曜日の10:30（EST）に放送されていた。2010年9月10日に放送を終了。